# 狭心症
狭心症（きょうしんしょう、angina pectoris）とは、虚血性心疾患の1つである。心筋へと酸素を供給している冠状動脈に何らかの異常が発生した結果、一過性に心筋の虚血が起こり、胸痛や胸部圧迫感などが現れる。なお、完全に冠動脈が閉塞または著しい狭窄が起こり、心筋が壊死してしまった場合には心筋梗塞と呼ぶ。狭心症は可逆的だが、心筋梗塞は不可逆的である。狭心症を放置した場合に、心筋梗塞に発展する場合が有る。

## 分類

### 発症の誘因による分類
- 労作性狭心症(angina of effort)

身体を動かした時に、症状が出る狭心症である。例えば、階段を上がったり、急いで歩いた時などに胸部絞扼感・胸部圧迫感などの自覚症状が出易い。冠動脈狭窄を伴う器質的狭心症であることが多い。
- 安静時狭心症(angina at rest)

副交感神経が優位な、安静時に症状が出る狭心症である。運動やストレスなどに関わらずに起こる。夕食後に居間でゆっくりしているときや、就寝前のベッドの中などで症状が出現する。冠攣縮性狭心症であることが多い。

### 発症機序による分類
器質性狭心症(organic angina)
冠動脈の狭窄によって発生した、心筋の虚血である。
微小血管狭心症(microvascular angina)
心臓内の微小血管の狭窄及び攣縮によって発生した虚血である。患者の男女比が大きく、中でも更年期の女性に多く見られる症状であり、女性の場合は閉経により血管拡張作用を持つエストロゲン減少との関連が示唆されているが、不明点も多い。1980年代に発見された病態である。
冠攣縮性狭心症(vasospastic angina)
冠動脈の攣縮(spasm)が原因の虚血である。
異型狭心症(ariant angina)
冠攣縮性狭心症の中で、心電図でST波が上昇している場合を言う。

### 臨床経過による分類
出典:（AHA分類、1975年）
安定狭心症(stable angina)
最近3週間の症状や発作が、安定化している狭心症である。
不安定狭心症(unstable angina)
新たな症状が最近3週間以内に発症した場合や、次第に発作が増悪している狭心症である。これには薬の効き方が悪くなった場合も含まれる。不安定狭心症は心筋梗塞に移行し易いため、注意が必要である。近年では急性冠症候群（Acute coronary syndrome）という概念が、これに近い。

## 原因
一般的に狭心症は、心臓の冠状動脈にコレステロールなどによるプラークと呼ばれる固まりが形成され、血液の通り道が狭くなった結果として起こる。誘因としては高血圧、高脂血症、肥満、高尿酸血症、ストレス、性格などが考えられる。
これに対して冠攣縮型（異型）狭心症は、心臓の血管そのものが異常収縮を来たし、内腔が極度に狭くなってしまうために起こる。なお、微小血管狭心症は心臓内の微小血管の狭窄および攣縮によって起きた場合を指し、誘因としては閉経、喫煙などが考えられる。

## 症状
狭心痛（締め付けられるような痛み、絞扼感や圧迫感）が、狭心症の主症状である。痛みは前胸部が最も多いものの、他の部位にも痛みを感ずる事も有る。例えば、心窩部から頸部や左肩へ向かう放散痛などである。狭心症の発作による痛みは、大体15分以内に消失する。
狭心症の他の症状としては、例えば動悸・不整脈、呼吸困難、頭痛、嘔吐などが挙げられる。
胸の痛み、息切れ、汗、または吐き気に関連する顎の痛みは狭心症や心筋梗塞の症状である場合があるため、緊急の助けを求め、診断のためにすぐに緊急治療室に行く必要がある。これらの症状が出たり消えたりしても、すぐに医師に連絡する必要がある。
微小血管狭心症では、放散痛としてみぞおちや肩などの痛みとして感じられる事が有る。

## 検査
- 心電図

一般的には発作時にST部の、上に向かい凸状の上昇または下降が見られる。典型的な場合、貫壁性虚血ではST部の上昇が、非貫壁性ではST部の下降が見られる。しかし、対側性変化（ミラーイメージ）やSTに変化が見られない場合もある。
Wellens症候群は、不安定狭心症の中で、胸痛が消失した時に前胸部誘導でT波の心電図変化を示すもの。左前下行枝近位部の高度狭窄を示唆する。不安定狭心症で入院した症例の14-18%でみられ、
1. V2・V3誘導で対称性の深い陰性T波（時にV1・V4・V5・V6誘導を含む）(76%)、
2. V2・V3誘導で二相性T波(24%)

の2つに分類される3）。
- ホルター心電図

小型の心電図記録装置を、24時間携帯して検査を行う。例えば、安静時狭心症のように、昼間には発症し難い狭心症の検出に役立つ。
- 運動負荷心電図

患者に運動をさせて、安静時と比べて心電図に変化が起こらないかを見る検査である。労作性狭心症の場合は、運動負荷によって心電図に変化が見られる。
- 心筋血流シンチグラフィ

人工的に作られた放射性同位体を使用する。血流が有る場所では信号が検出され、虚血部では信号が欠損する。冠動脈狭窄があっても、血流が維持されているかどうかが判定できる。使用される放射性同位体は201Tlや99mTcであり、これを注射して検査するため、被験者は内部被曝する。また、放射性同位体の適切な管理なども求められるため、実施できる施設は限られる。
- 冠動脈造影（coronary angiography：CAG）

検査でもあるが、引き続き経皮的冠動脈形成術を行う事もできる。冠攣縮性狭心症ではエルゴノビンを用いた負荷試験ができるため、確定診断に有用である。
- 冠動脈造影CT

CTと造影剤を併用して、冠動脈の形態を描出する検査である。64列マルチスライスCTによる冠動脈病変の描出は、感度 88%、特異度 96%、陽性的中率 79%、陰性的中率 98% との報告がある。特異度が高く、スクリーニングにおける除外診断に有用と考えられている。非定型的な狭心症疑いの患者を対象にしたランダム化対照試験を行い、最初に冠動脈CT検査を行うと、カテーテル冠動脈造影の施行が減る上、入院期間も短縮できると報告されている。
- 血液検査

トロポニンT、H-FABP、白血球、CRP、クレアチニンキナーゼ、CKアイソザイム、AST、LDHなどは、心筋梗塞や不安定狭心症での鑑別に有用とされる。心筋壊死を伴わない場合は、いずれも上昇しない場合が多い。
- ペントラキシン（PTX3）

炎症性蛋白であるが血管内皮で産生されており、血栓症と強い相関がある。心筋梗塞へ移行しつつある不安定狭心症の診断に有用と考えられている。
など

## 治療
- どの形態の狭心症に対しても、共通してアスピリンなどの抗血小板剤の投与が検討される。高血圧などの危険因子のコントロールも重要である。なお喫煙も危険因子なので、患者には禁煙を徹底させる。
- 血管拡張薬である、カルシウム拮抗薬・硝酸薬などが投与される。
- 心負荷を軽減させるため、βブロッカーも用いられる。

## 予防
どの狭心症にも生活習慣の改善として、禁煙、バランスの良い食事を摂ること、ストレスを解消すること、適度な運動をすること、ぬるめの風呂に浸かることなどが挙げられる。

### 労作性狭心症
- 薬物療法
  - 硝酸薬（ニトログリセリン、硝酸イソソルビド等）
  - β遮断薬（冠動脈攣縮を伴わないものに限る）
  - カルシウム拮抗薬
- 経皮的冠動脈形成術（PTCA､PCI）、冠動脈バイパス術（CABG）など

### 異型狭心症
異型狭心症（variant angina）, 冠攣縮性狭心症（vasospastic angina; VSA）とも言う。また、夜間や早朝、朝方などの安静時に発作が起こる場合が多いため、安静狭心症（angina inversa）とも呼ばれる。日本人は欧米人に比べて多いとされている。原因となる誘発因子として、心身の疲労・ストレス、喫煙、怒責、寒冷な環境、過換気、女性ホルモン欠乏（更年期など）、飲酒などが挙げられる。副交感神経優位となった時に、冠動脈が攣縮・狭窄するために発生し易く、副交感神経が優位となる早朝（4時～6時）にとりわけ発作が多い。
1. 検査
  - CTスキャン - 冠動脈造影CTで責任狭窄病変が認められない。
  - ホルター心電図：体表面に電極を貼付し、24時間心電図を記録する[14]。発作があれば記録される。
  - 心臓超音波検査（心エコー）：心臓の大きさ、心筋の動き、弁の機能などを評価する。異型狭心症では異常が認められない。
  - 心臓カテーテル検査：カテーテルで冠動脈を造影しながらアセチルコリン負荷やエルゴノビン負荷を行い、冠攣縮の誘発を確認する。
  - 誘発試験：上記カテーテル検査で、冠動脈の痙攣を誘発する薬剤を直接冠動脈に注入し、症状、心電図変化、血管造影所見から診断する。
2. 薬物療法
  - 器質的狭窄病変が見られない場合が多く、原則として薬物治療が行われる。
  - 硝酸薬：発作時頓服薬としてしばしば処方される。また、持続製剤や貼付製剤は発作予防に使用される。
  - カルシウム拮抗剤（calcium channel blocker）
  - スタチン（Statin）：本来、高コレステロール血症の治療薬であるが、継続投与（半年程度）することで冠スパズム予防に有効との報告がある。カルシウム拮抗薬と併用される場合がある[15]。
3. 歴史
  - Myron Prinzmetal と和田敬によって[16]、1958年に新しい狭心症の概念として症例報告された。労作性狭心症の反対で安静時に胸痛・ST上昇が出現するため、当初は「angina pectoris inversa」と命名していた。後に「variant form of angina pectoris」と改称された[17]。

### 微小血管狭心症
微小血管狭心症（びしょうけっかんきょうしんしょう microvascular angina）には、次のような対症療法が行われる。
- 薬物療法
  - カルシウム拮抗剤（calcium channel blocker）などで行う。